# ロザモンド・クリフォード
ロザモンド・クリフォード（英：Rosamund Clifford, 1140年頃 - 1176年頃）は、中世イングランドの女性。通称は麗しのロザモンド（The Fair Rosamund）。イングランド王ヘンリー2世の愛人として知られているが、様々な伝承が入り乱れ実情がはっきりしない。

## 生涯
ヘレフォードシャーの小領主ウォルター・クリフォードの娘として誕生。ヘンリー2世の愛人になった時期は王妃アリエノール・ダキテーヌが末子ジョンを妊娠・出産した1166年または1173年頃とされる。
イングランドではロザモンドを褒め称える数々の戯曲・バラードが書かれ、彼女とウッドストック宮殿を重ね合わせた伝説が生まれた。嫉妬深いアリエノールからロザモンドを守るためヘンリー2世はウッドストック宮殿で逢瀬を重ね、内部を迷路のように作りロザモンドを匿ったが、迷路を突破したアリエノールに毒か短剣で自殺を迫られたロザモンドは服毒自殺を選んだという話である。ヘンリー2世がロザモンドをウッドストック宮殿に引き入れたことに怒ったアリエノールが別居したことは事実だが、ロザモンドが亡くなった1176年はアリエノールが反乱を扇動した容疑でヘンリー2世により幽閉されていたため、自殺強要は作り話に過ぎない（ロザモンドの死因も病死になっている）。また、ヘンリー2世の庶子2人（ヨーク大司教ジェフリーとソールズベリー伯爵ウィリアム・ロングスピー）を産んだという話も根拠が無い。
遺体はオックスフォードのゴッドストウにある修道院に埋葬されたが、墓は売春婦ということで移送され現在は所在不明、修道院も現存していない。